# كردلان
كردلان أو قردلان هي مقاطعة عراقية رقمها 13 في الصَوب الشرقي لشط العرب بقضاء شط العرب في شرق محافظة البصرة بجنوب العراق. عدد سكان حي كردلان 5376 نسمة حتى سنة 2009.

## التسمية والتأسيس
كردلان بكاف مجهورة، قيل إن معناها هو أرض التل وقيل سُميت كردلان لأنها رُميت بمدفع سفينة هندية مزقت خاصرتها، وقيل لأن الدولة العثمانية عينت عليها والياً اسمه لان فجاء للقرية ومعه قرد، فصار القرد يُضاف إلى لان فيقال قرد لان، ثم شاع تبديل الكاف مكان القاف فقيل كردلان.
قال حامد البازي "بعد احتلال العجم للبصرة أرادوا أن ينقلوا مركز التجارة من البصرة إلى الضفة الثانية من شط العرب فأسسوا أولاً قلعة كردلان وقد سماها صاحب كتاب ( كلشن خلفا ) باسم ( كردكان ) ومعناها ( المأوى العالي ) أو ( ارض التل ) كما ذكرها صاحب کتاب ( تاریخ راشد ) فقال اسمها ( كوردلان ) وقد ذكرها الاستاذ العزاوي في تاريخ العراق بين احتلالين فقال إن يحيى باشا والي البصرة سنة ۱۰۷۸ هـ حولها الى معسكر جمع فيه انواع العساكر . وكان العجم بعد انسحابهم من البصرة قد تركوا هذه القلعة التي اصبحت بعد ذلك معمورة كما نقلت اليها القوات العسكرية والارزاق والمدافع فكانت البصرة مصدراً لاعاشة هذه الجموع في هذه البلدة الجديدة . وهكذا ازدادت الايدي العاملة".
صارت كردلان مركزاً استيطانياً رئيسياً فعُنيت الحكومة بإنشاء دوائر خدمة وعسكرية وإدارية وميناء تجاري ومستشفى عسكري بحري أُنشئ سنة 1870، وذُكر أن أحمد بن رزق من كبار تجار البصرة المتوفى سنة 1801 قد استوطن كردلان. قال الفاخري في تاريخه لحوادث سنة 1224 الهجرية "وفيها مات أحمد بن محمد بن حسين بن رزق في بلده قردلان عندما استوطنها واستقرّ أمره فيها، وخلَف من المال ما قيمته ألف ألف ومائة ألف ريـال".

## الموقع والخدمات
مدينة شط العرب في مقاطعتين زراعيتين، مقاطعة تنومة رقم 12 ومقاطعة كردلان رقم 13،
وفيها نهر كردلان المنسوب إلى اسم القرية. وجامع كردلان المؤسس سنة 1906م. وحتى سنة 2013 فيها مسجد واحد وحُسينيتان، وبين سنة 1921 وسنة 1930م اقتطعت من كردلان أرض أُنشئ عليها وحدات سكنية مخططة سُميت حي الجاحظ، وفي سنة 1942 أُنشئت مدرسة ابتدائية، وحتى سنة 2012 كان في حي كردلان مدرستان ابتدائيتان واثنتان ثانويتان، وبعد إنشاء جامعة البصرة سنة 1964 في ناحية شط العرب تطور التخطيط فصار الاسم حي كردلان بدلاً من قرية، وما زال أكثر أهلها القدماء فيها ملتزمين الأعراف التقليدية، بيوتها متضايقة، متوسط مساحة البيت 200 متر مربع، وفي كردلان شارع 40 يربطها بالتنومة وقرية حسن، وفيها شارع كردلان محاذٍ لشط العرب،